# Шліцьове з'єднання

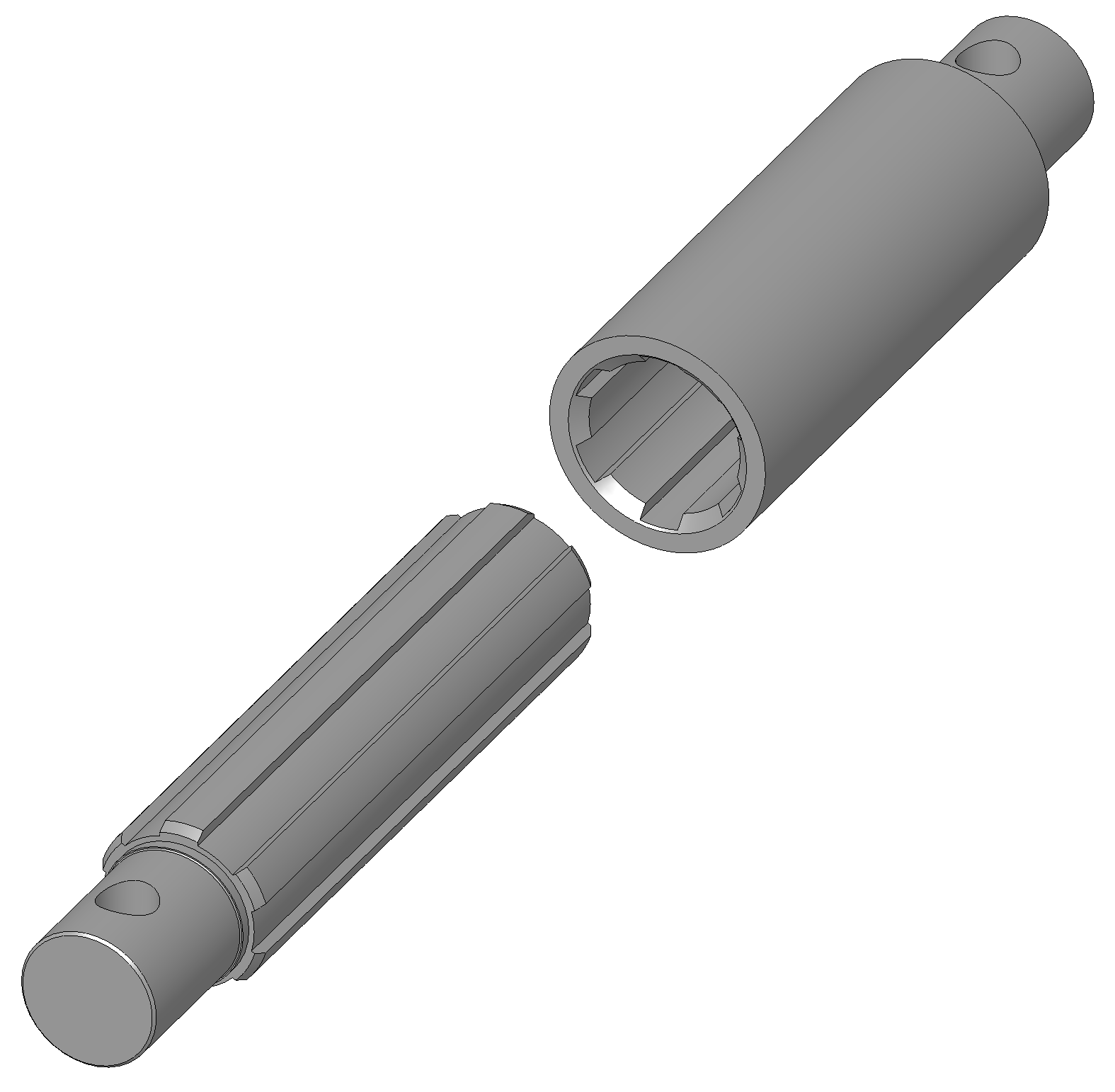
Шліцьовий вал і втулка з прямокутним профілем.

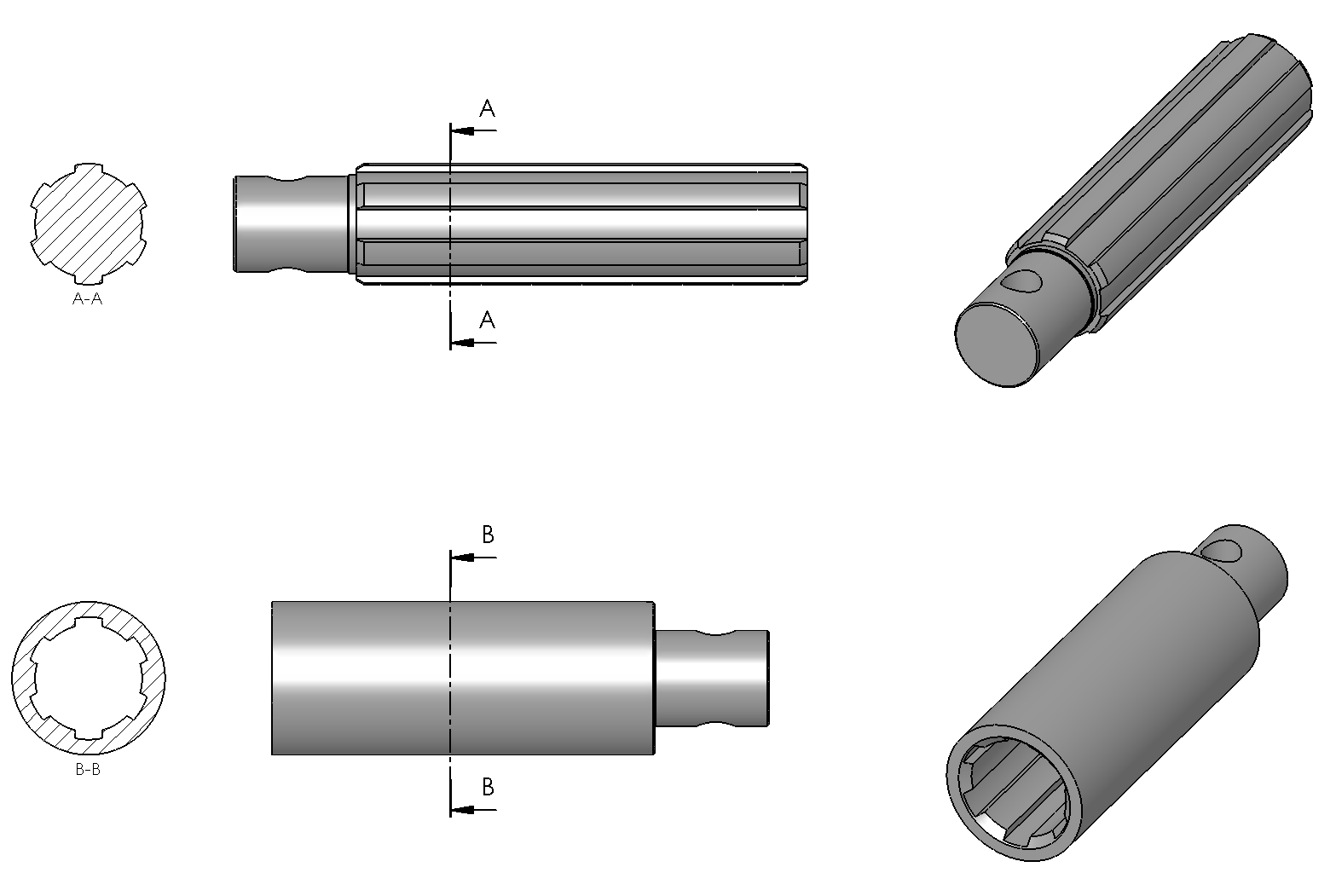
Переріз шліцьового вала і втулки с прямокутним профілем.

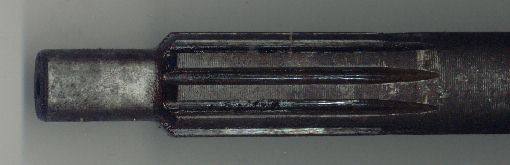
Шліці на кінці первинного вала коробки передач

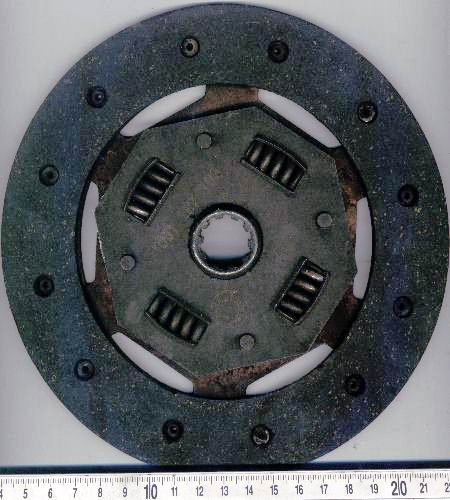
Диск муфти зчеплення із шліцьовим отвором для з'єднання з первинним валом коробки передач

Шліцьове (зубчасте) з'єднання — з'єднання вала (охоплюваної поверхні) та отвору маточини деталі (охоплюючої поверхні) за допомогою паралельних до осі вала (отвору) шліців (зубів) і впадин (пазів) рівномірно розміщених на їх циліндричних поверхнях.

## Переваги та недоліки
Основні переваги:
- характеризується більшою навантажувальною здатністю у порівнянні зі шпонковим з'єднанням при тих же параметрах спряження;
- забезпечує співвісність вала і отвору, з яким вал спрягається;
- дає можливість осьового зміщення та краще напрямлення деталей при переміщенні їх уздовж вала.

Недоліком слід вважати:
- складність виготовлення шліцьових валів;
- збільшення концентраторів напружень.

## Класифікація
- За формою профілю шліців (зубців) розрізняють три типи з'єднань: прямокутні, евольвентні та трикутні.
  - прямокутні[2];
  - евольвентні[3];
  - трикутні.

### З'єднання з прямокутним профілем зубців
З'єднання з прямокутним профілем зубців виготовляють із центруванням за внутрішнім діаметром, за зовнішнім діаметром і за бічними гранями зубців. Центрування за діаметрами забезпечує вищу точність з'єднання, а центрування за бічними гранями зубців — рівномірніший розподіл навантаження між зубцями.
Прямокутні зубці використовують для зовнішніх діаметрів валів від 14 до 125 мм; число зубців від 6 до 20. За несучою здатністю (передаваним навантаженням) ГОСТ 1139-80 передбачає з'єднання трьох серій: легкої, середньої та важкої. З переходом від легкої до середньої та важкої серій при одному і тому ж внутрішньому діаметрі зростає зовнішній діаметр і збільшується число зубців.
Умовне позначення та допуски з'єднань із прямокутним профілем зубців у конструкторській документації регламентовані стандартами. Умовне позначення з'єднання з числом зубців x = 8, внутрішнім діаметром d = 36 мм, зовнішнім діаметром D = 40 мм, шириною зуба b = 7 мм, з центруванням по внутрішньому діаметру, з посадкою по діаметру центрування H7/f7, по нецентруючому діаметру H12/a11 і по розміру b H9/f9 має такий вигляд:
{\displaystyle d-8\times 36{\frac {H7}{f7}}\times 40{\frac {H12}{a9}}\times 7{\frac {H9}{f9}}}

### З'єднання з евольвентним профілем зубців
З'єднання з евольвентним профілем зубців згідно з ГОСТ 6033-80 можуть виготовлятись із центруванням по бічних сторонах, внутрішньому або зовнішньому діаметрах.
Евольвентні з'єднання використовують для діаметрів D = 4…500 мм та числах зубців z = 6…82. За стандартом кут профілю початкового контуру зубців α = 30°, а за номінальний діаметр з'єднання беруть його зовнішній діаметр D
D = m(z + 1,0 + 2x),
де m — модуль з'єднання;
x — коефіцієнт зміщення початкового контуру.
Наприклад, позначення з'єднання з D = 50 мм, m = 2 мм з центруванням по бічних сторонах зубців із посадкою H9/g9:
{\displaystyle 50\times 2\times {\frac {9H}{9g}}\Gamma OCT6033-80}

### З'єднання з трикутним профілем зубців
Такі з'єднання виготовляють із центруванням тільки по бічних сторонах зубців. Ці з'єднання не стандартизовані і використовуються як нерухомі при тонкостінних втулках і обмежених габаритних розмірах за діаметром.

## Застосування
Із розглянутих типів зубчастих з'єднань тепер найпоширенішими є з'єднання з прямокутним профілем зубців. Вони використовуються для з'єднання з валами зубчастих коліс, півмуфт та інших деталей. Прямокутні і евольвентні з'єднання можуть бути рухомими або нерухомими. З'єднання з евольвентним профілем зубців більш технологічні і здатні передавати більші навантаження.
У більшості випадків зовнішній діаметр D з'єднання визначається з розрахунку вала на міцність та жорсткість. При визначенні довжини L з'єднання керуються співвідношенням {\displaystyle {\frac {L}{D}}\geq 1,5}.